# Владімір Дубов
Владімір Владіміров Дубов (болг. Владимир Владимиров Дубов, при народженні Володимир Володимирович Дубов; нар. 20 лютого 1988, с. Дельжилер) — український і болгарський борець вільного стилю, срібний та бронзовий призер чемпіонатів світу, срібний призер чемпіонату Європи, фіналіст  (5 місце) Олімпійських ігор 2016 року в Бразилії. 

## Біографія
Боротьбою займається з 2000 року у заслуженого тренера України Миколи Стоянова. На початку своєї кар'єри виступав за збірну України. Був у її складі бронзовим призером чемпіонату Європи 2006 року серед юніорів. У 2009 році отримав болгарське громадянство та після двох років карантину  почав виступи за збірну цієї країни. Увійшов до десятки найкращих спортсменів Болгарії 2013 року.
Виступає за борцівський клуб «Славія» Софія. Спортивні результати на міжнародних змаганнях. 

### Виступи на Олімпіадах
| Змагання                    | Збірна   | Вагова категорія          | Місце |
| --------------------------- | -------- | ------------------------- | ----- |
| Літні Олімпійські ігри 2016 | Болгарія | вільна боротьба, до 57 кг | 5     |

### Виступи на Чемпіонатах світу
| Змагання                        | Збірна   | Вагова категорія          | Місце  |
| ------------------------------- | -------- | ------------------------- | ------ |
| Чемпіонат світу з боротьби 2011 | Болгарія | вільна боротьба, до 60 кг | 26     |
| Чемпіонат світу з боротьби 2013 | Болгарія | вільна боротьба, до 60 кг | Срібло |
| Чемпіонат світу з боротьби 2014 | Болгарія | вільна боротьба, до 61 кг | 7      |
| Чемпіонат світу з боротьби 2015 | Болгарія | вільна боротьба, до 61 кг | Бронза |

### Виступи на Чемпіонатах Європи
| Змагання                         | Збірна   | Вагова категорія          | Місце  |
| -------------------------------- | -------- | ------------------------- | ------ |
| Чемпіонат Європи з боротьби 2009 | Україна  | вільна боротьба, до 55 кг | 8      |
| Чемпіонат Європи з боротьби 2013 | Болгарія | вільна боротьба, до 60 кг | Срібло |
| Чемпіонат Європи з боротьби 2014 | Болгарія | вільна боротьба, до 61 кг | 12     |
| Чемпіонат Європи з боротьби 2016 | Болгарія | вільна боротьба, до 61 кг | 7      |

### Виступи на Європейських іграх
| Змагання              | Збірна   | Вагова категорія          | Місце |
| --------------------- | -------- | ------------------------- | ----- |
| Європейські ігри 2015 | Болгарія | вільна боротьба, до 57 кг | 15    |

### Виступи на Кубках світу
| Змагання                    | Збірна   | Вагова категорія          | Місце |
| --------------------------- | -------- | ------------------------- | ----- |
| Кубок світу з боротьби 2012 | Болгарія | вільна боротьба, до 60 кг | 6     |

### Виступи на інших змаганнях
| Змагання                                                       | Збірна   | Вагова категорія          | Місце   |
| -------------------------------------------------------------- | -------- | ------------------------- | ------- |
| Турнір Дана Колова — Николи Петрова 2008                       | Україна  | вільна боротьба, до 55 кг | Бронза  |
| Перлина Македонії 2011                                         | Болгарія | вільна боротьба, до 60 кг | Золото  |
| Меморіал Вацлава Циолковського 2011                            | Болгарія | вільна боротьба, до 60 кг | Золото  |
| Меморіал Іона Корнеану 2011                                    | Болгарія | вільна боротьба, до 60 кг | Бронза  |
| Вогні Москви 2011                                              | Болгарія | вільна боротьба, до 60 кг | Бронза  |
| Турнір Дана Колова — Николи Петрова 2012                       | Болгарія | вільна боротьба, до 60 кг | Срібло  |
| Турнір Яшара Догу 2012                                         | Болгарія | вільна боротьба, до 60 кг | 14      |
| Турнір Дана Колова — Николи Петрова 2013                       | Болгарія | вільна боротьба, до 60 кг | Золото  |
| Меморіал Вацлава Циолковського 2013                            | Болгарія | вільна боротьба, до 60 кг | 8       |
| Золотий Гран-прі з боротьби 2014 (Париж)                       | Болгарія | вільна боротьба, до 61 кг | Бронза  |
| Турнір Дана Колова — Николи Петрова 2014                       | Болгарія | вільна боротьба, до 61 кг | Бронза  |
| Золотий Гран-прі з боротьби 2014 (Баку)                        | Болгарія | вільна боротьба, до 61 кг | Срібло  |
| Турнір Дана Колова — Николи Петрова 2015                       | Болгарія | вільна боротьба, до 57 кг | Золото  |
| Меморіал Іона Корнеану 2015                                    | Болгарія | вільна боротьба, до 61 кг | Золото  |
| Меморіал Вацлава Циолковського 2015                            | Болгарія | вільна боротьба, до 61 кг | Золото  |
| Турнір Дана Колова — Николи Петрова 2016                       | Болгарія | вільна боротьба, до 57 кг | Золото  |
| Олімпійський кваліфікаційний турнір з боротьби 2016 (Зренянин) | Болгарія | вільна боротьба, до 57 кг | Золото  |
| Меморіал Вацлава Циолковського 2016                            | Болгарія | вільна боротьба, до 57 кг | Срібло  |
| Київський Міжнародний турнір з боротьби 2017                   | Болгарія | вільна боротьба, до 61 кг | 5       |
| Турнір Дана Колова — Николи Петрова 2017                       | Болгарія | вільна боротьба, до 61 кг | 18      |
| Молодіжні спортивні ігри України 2006                          | Україна  | вільна боротьба, до 55 кг | Золото  |
| Першість України серед юніорів 2007                            | Україна  | вільна боротьба, до 55 кг | Золото  |
| Всеукраїнські літні спортивні ігри 2007                        | Україна  | вільна боротьба, до 55 кг | Золото  |
| Першість світу серед юніорів 2007                              | Україна  | вільна боротьба, до 55 кг | 5 місце |
| Чемпіонат України 2008                                         | Україна  | вільна боротьба, до 55 кг | Золото  |
| Кубок України 2009                                             | Україна  | вільна боротьба, до 55 кг | Золото  |